# Conus vitulinus
Conus vitulinus é uma espécie de gastrópode do gênero Conus, pertencente à família Conidae.